# Inkhundla
Ở Eswatini, một inkhundla (số nhiều: tinkhundla) là một đơn vị hành chính nhỏ hơn một vùng nhưng lớn hơn một umphakatsi. Có 55 tinkhundla ở Eswatini: vùng Hhohho có 14, vùng Lubombo có 11, vùng Manzini có 16, và vùng Shiselweni có 14. Theo hiến pháp Eswatini, chính phủ Eswatini là một hệ thống dân chủ, có sự tham gia, dựa trên các tinkhundla, nhấn mạnh sự phân giải quyền lực nhà nước từ chính quyền trung ương đến các khu vực tinkhundla và công trạng cá nhân làm cơ sở cho bầu cử hoặc bổ nhiệm vào văn phòng công cộng.
Hệ thống này không thuộc đảng phái vì hiến pháp không công nhận các đảng chính trị, mặc dù phần 25 của hiến pháp cho phép tự do hội họp và lập hội. Mỗi inkhundla bầu một đại diện vào Hạ viện Eswatini, một trong hai viện của quốc hội lưỡng viện (Libandla). Xu hướng tương tự được áp dụng trong các cuộc bầu cử chính quyền địa phương. Hệ thống cai trị này được thiết kế bởi vua Sobhuza II với sự hỗ trợ của các học giả chính trị và luật sư. Nó có hiệu lực vào năm 1978 và được điều chỉnh vào đầu những năm 1990

## Lịch sử
Khái niệm Tinkhundla của chính phủ bắt nguồn từ Chiến tranh thế giới thứ hai, do Hoàng tử Dabede của Khu dân cư Hoàng gia Gundvwini và Ndvuna Mfundza John Brightwell Sukati của Khu dân cư Hoàng gia Zabeni lãnh đạo. Những người lính Swazi kỳ cựu, người trở về từ năm 1945 đến năm 1946 từ Trung Đông. Những người lính này đã dành thời gian với vua Sobhuza II, liên quan đến những kinh nghiệm của họ có được dọc theo bờ biển của lục địa châu Phi trong chiến dịch của quân đội Anh từ cảng biển Durban đến Tripoli ở Bắc Phi. Họ đề nghị rằng để nền kinh tế của Swaziland phục hồi sau sự tàn phá của chiến tranh, các trung tâm cộng đồng (Tinkhundla) nên được thành lập và tập hợp hỗ trợ cho các nỗ lực của nhà vua nhằm mang lại sự phát triển theo tỷ lệ của đất nước. Ngoài ra, điều này sẽ tăng cường và tăng cường các chiến lược an toàn và an ninh quốc gia.
Năm 1977, vua Sobhuza II đã bầu ra Ủy ban phân định đã đưa ra một đề nghị của 22 trung tâm Tinkhundla. Tinkhundla đầu tiên được thành lập do Tindvuna teTinkhundla đứng đầu, tất cả đều là cựu quân nhân (umsizi) do vua Sobhuza II bổ nhiệm. Năm 1979, các trung tâm Tinkhundla đã tăng từ 22 lên 40 vì nhận ra rằng hầu hết mọi người không tham dự và tham gia các cuộc họp của Tinkhundla. Năm 1993, các trung tâm Tinkhundla đã được tăng lên thành 55 theo khuyến nghị của Ủy ban Phân định được bổ nhiệm bởi vua Mswati III.